# Aincille
Aincille (prononcé [ɛ̃sil]; en basque: Aintzila) est une commune française, située dans le département des Pyrénées-Atlantiques en région Nouvelle-Aquitaine.

## Géographie

### Localisation
La commune d'Aincille se trouve dans le département des Pyrénées-Atlantiques, en région Nouvelle-Aquitaine.
Elle se situe à 116 km par la route de Pau, préfecture du département, à 57 km de Bayonne, sous-préfecture, et à 40 km de Mauléon-Licharre, bureau centralisateur du canton de Montagne Basque dont dépend la commune depuis 2015 pour les élections départementales.
La commune fait en outre partie du bassin de vie de Saint-Jean-Pied-de-Port.
Les communes les plus proches sont : 
Caro (1,8 km), Saint-Jean-le-Vieux (2,3 km), Saint-Michel (2,3 km), Ahaxe-Alciette-Bascassan (2,5 km), Bussunarits-Sarrasquette (2,8 km), Saint-Jean-Pied-de-Port (4,0 km), Ispoure (4,3 km), Lecumberry (4,4 km).
Sur le plan historique et culturel, Aincille fait partie de la province de la Basse-Navarre, un des sept territoires composant le Pays basque,. La Basse-Navarre en est la province la plus variée en ce qui concerne son patrimoine, mais aussi la plus complexe du fait de son morcellement géographique. Depuis 1999, l'Académie de la langue basque ou Euskalzaindia divise la Basse-Navarre en six zones,. La commune est dans le pays de Cize (Garazi), au sud-est de ce territoire.

### Communes limitrophes
Les communes limitrophes sont Saint-Jean-le-Vieux, Ahaxe-Alciette-Bascassan, Çaro, Estérençuby et Saint-Michel.
|              | Saint-Jean-le-Vieux |                          |
| Çaro         | Aincille            | Ahaxe-Alciette-Bascassan |
| Saint-Michel | Estérençuby         |                          |

### Hydrographie

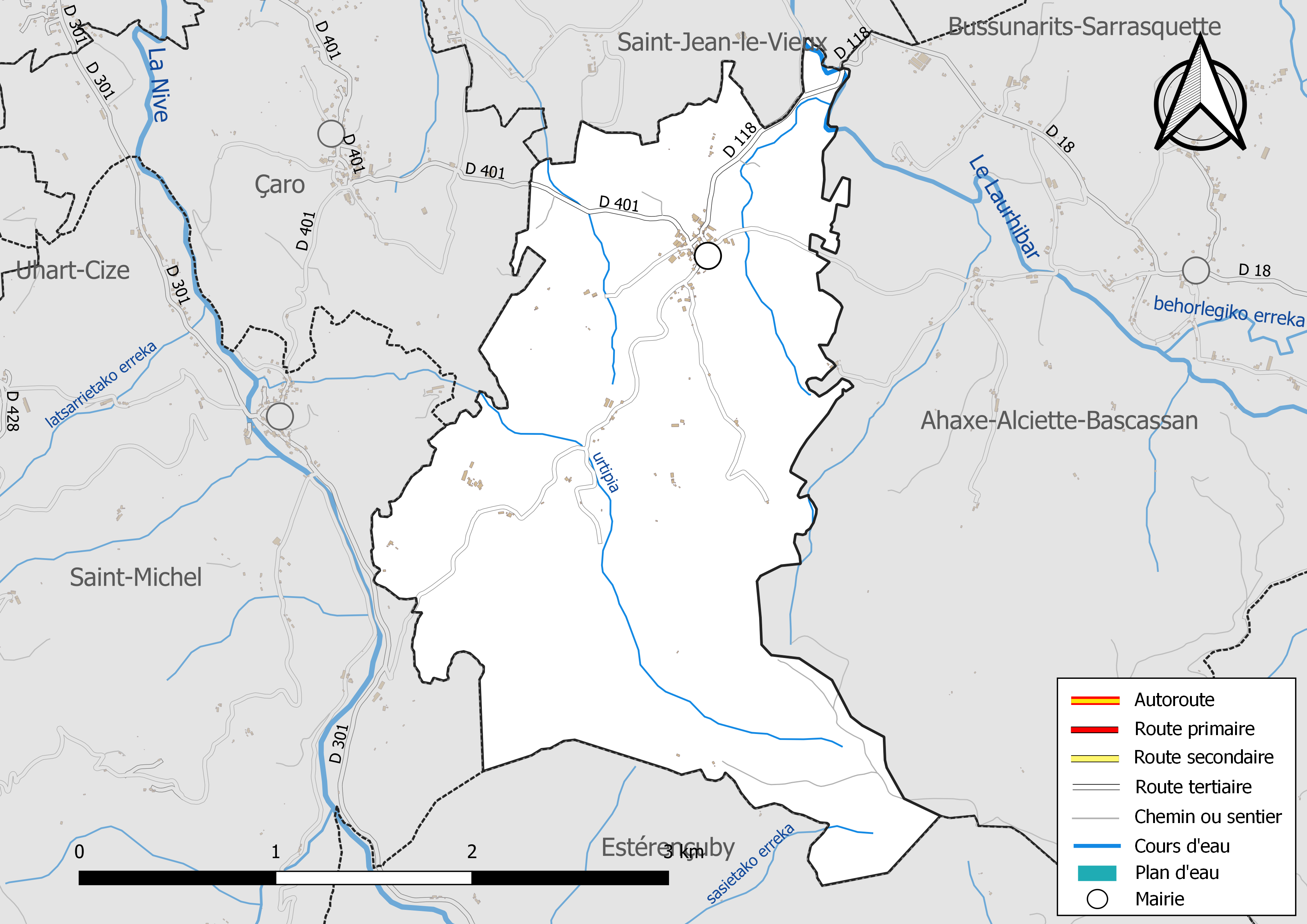
Réseaux hydrographique et routier d'Aincille.

La commune est drainée par le Laurhibar, Sassitako erreka, l’Urtchipia et par divers petits cours d'eau, constituant un réseau hydrographique de 7,23 km de longueur totale,.
Le Laurhibar, d'une longueur totale de 28,1 km, prend sa source dans la commune de Mendive et s'écoule vers le nord-ouest. Il longe la commune sur son flanc nord-est, constituant la limite séparative avec Ahaxe-Alciette-Bascassan, et se jette dans la Nive à Saint-Jean-Pied-de-Port, après avoir traversé 8 communes.

### Climat
Pour des articles plus généraux, voir Climat de la Nouvelle-Aquitaine et Climat des Pyrénées-Atlantiques.
Historiquement, la commune est exposée à un micro climat océanique basque.  
En 2020, Météo-France publie une typologie des climats de la France métropolitaine dans laquelle la commune est exposée à un climat de montagne et est dans la région climatique Pyrénées atlantiques, caractérisée par une pluviométrie élevée (>1 200 mm/an) en toutes saisons, des hivers très doux (7,5 °C en plaine) et des vents faibles.
Pour la période 1971-2000, la température annuelle moyenne est de 13,1 °C, avec une amplitude thermique annuelle de 12,8 °C. Le cumul annuel moyen de précipitations est de 1 580 mm, avec 12,5 jours de précipitations en janvier et 9,3 jours en juillet. Pour la période 1991-2020, la température moyenne annuelle observée sur la station météorologique la plus proche, située sur la commune de Bustince-Iriberry à 4 km à vol d'oiseau, est de 13,9 °C et le cumul annuel moyen de précipitations est de 1 327,4 mm,. Pour l'avenir, les paramètres climatiques de la commune estimés pour 2050 selon différents scénarios d’émission de gaz à effet de serre sont consultables sur un site dédié publié par Météo-France en novembre 2022.

### Milieux naturels et biodiversité

#### Réseau Natura 2000
Le réseau Natura 2000 est un réseau écologique européen de sites naturels d'intérêt écologique élaboré à partir des Directives « Habitats » et « Oiseaux », constitué de zones spéciales de conservation (ZSC) et de zones de protection spéciale (ZPS).
Deux sites Natura 2000 ont été définis sur la commune au titre de la « directive Habitats », : 
- les « montagnes de Saint-Jean-Pied-de-Port », d'une superficie de 11 760 ha, une montagne à estives, espaces pastoraux d’altitude (au-dessus de 800–900 m) ouverts sur de vastes étendues[23] ;
- « la Nive », d'une superficie de 9 473 ha, un des rares bassins versants à accueillir l'ensemble des espèces de poissons migrateurs du territoire français, excepté l'Esturgeon européen[24].

#### Zones naturelles d'intérêt écologique, faunistique et floristique
L’inventaire des zones naturelles d'intérêt écologique, faunistique et floristique (ZNIEFF) a pour objectif de réaliser une couverture des zones les plus intéressantes sur le plan écologique, essentiellement dans la perspective d’améliorer la connaissance du patrimoine naturel national et de fournir aux différents décideurs un outil d’aide à la prise en compte de l’environnement dans l’aménagement du territoire.
Une ZNIEFF de type 1 est recensée sur la commune, : 
la « grotte de Mikelauenzilo et alentours » (7 568,16 ha), couvrant 7 communes du département et deux ZNIEFF de type 2,, : 
- les « montagnes de Saint-Jean-Pied-de-Port » (14 133,83 ha), couvrant 9 communes du département[27] ;
- le « réseau hydrographique des Nives » (3 596,23 ha), couvrant 33 communes du département[28].

## Urbanisme

### Typologie
Au 1er janvier 2024, Aincille est catégorisée commune rurale à habitat dispersé, selon la nouvelle grille communale de densité à sept niveaux définie par l'Insee en 2022.
Elle est située hors unité urbaine. Par ailleurs la commune fait partie de l'aire d'attraction de Saint-Jean-Pied-de-Port, dont elle est une commune de la couronne,. Cette aire, qui regroupe 22 communes, est catégorisée dans les aires de moins de 50 000 habitants,.

### Occupation des sols

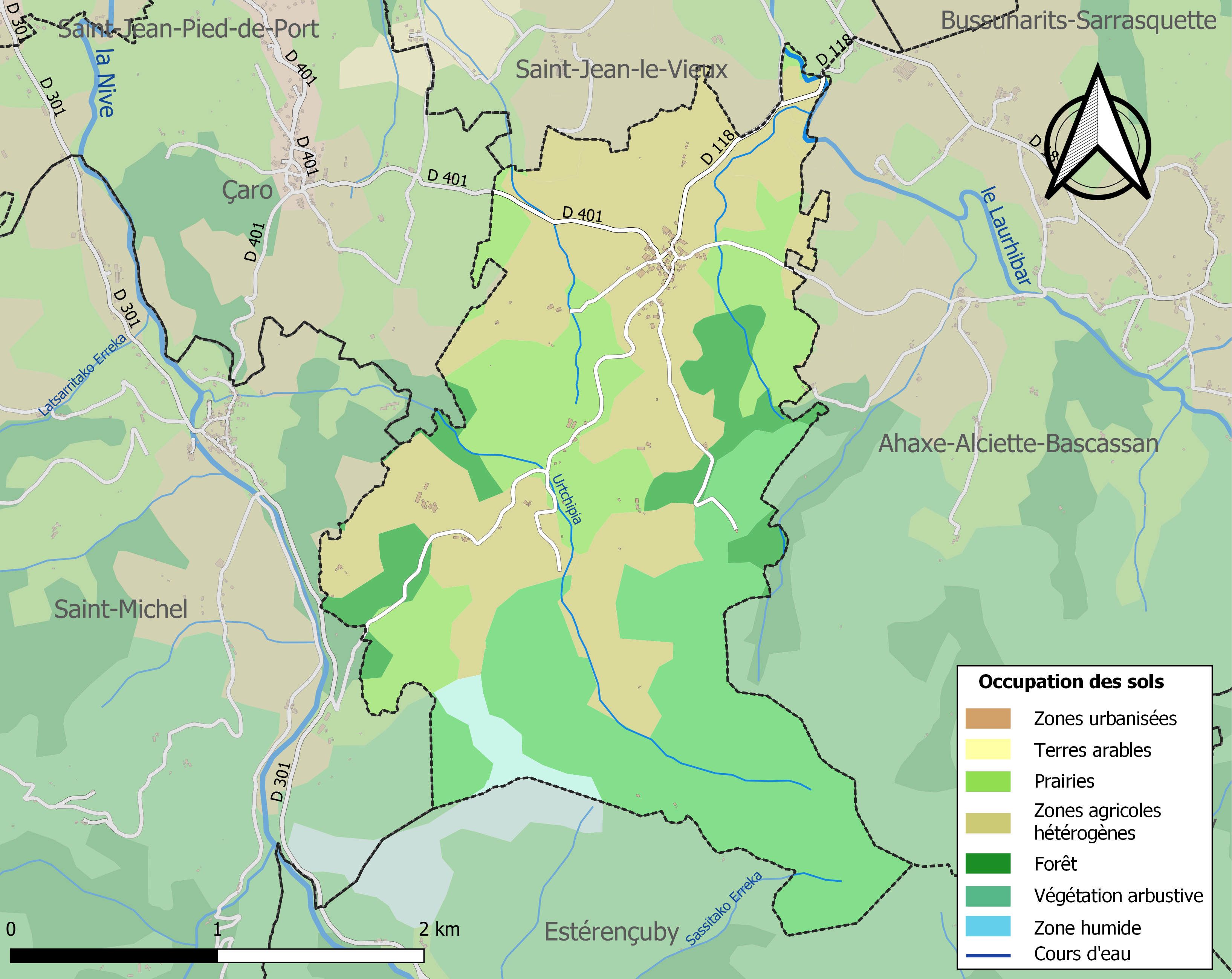
Carte des infrastructures et de l'occupation des sols de la commune en 2018 (CLC).

L'occupation des sols de la commune, telle qu'elle ressort de la base de données européenne d’occupation biophysique des sols Corine Land Cover (CLC), est marquée par l'importance des territoires agricoles (59,4 % en 2018), en augmentation par rapport à 1990 (51,6 %). La répartition détaillée en 2018 est la suivante : 
zones agricoles hétérogènes (40,2 %), milieux à végétation arbustive et/ou herbacée (30,1 %), prairies (19,3 %), forêts (8,2 %), espaces ouverts, sans ou avec peu de végétation (2,2 %). L'évolution de l’occupation des sols de la commune et de ses infrastructures peut être observée sur les différentes représentations cartographiques du territoire : la carte de Cassini (XVIIIe siècle), la carte d'état-major (1820-1866) et les cartes ou photos aériennes de l'IGN pour la période actuelle (1950 à aujourd'hui).

### Lieux-dits et hameaux
- Ahadoa[10]
- Aïntzilsarria[10]
- Bassaburua[10]
- Bentaberria[10]
- Berho[10]
- Chiramberroa[10]
- Esconda[10]
- Etcheverrigaraya[10]
- Gamaberria[10]
- Goyhenetchéa[10]
- Handiague[10]
- Harchilo[10]
- Jaureguia[10]
- Oilloquy[10]
- Pagola[10]
- Sahaby[10]
- Sotalda[10]

### Voies de communication et transports
La commune est desservie par la route départementale 118.

### Risques majeurs
Le territoire de la commune d'Aincille est vulnérable à différents aléas naturels : météorologiques (tempête, orage, neige, grand froid, canicule ou sécheresse), inondations, feux de forêts, mouvements de terrains et séisme (sismicité moyenne). Il est également exposé à un risque particulier : le risque de radon. Un site publié par le BRGM permet d'évaluer simplement et rapidement les risques d'un bien localisé soit par son adresse soit par le numéro de sa parcelle.

#### Risques naturels
Certaines parties du territoire communal sont susceptibles d’être affectées par le risque d’inondation par une crue torrentielle ou à montée rapide de cours d'eau, notamment le Laurhibar. La commune a été reconnue en état de catastrophe naturelle au titre des dommages causés par les inondations et coulées de boue survenues en 1982, 1983 et 2009,.
Aincille est une des communes françaises les plus exposées au risque de feu de forêt : entre 2008 et 2024, 4.7% de son territoire a brûlé chaque année en moyenne. En 2020, le premier plan de protection des forêts contre les incendies (PDPFCI) a été adopté pour la période 2020-2030. La réglementation des usages du feu à l’air libre et les obligations légales de débroussaillement dans le département des Pyrénées-Atlantiques font l'objet d'une consultation de public ouverte du 16 septembre au 7 octobre 2022,.
Les mouvements de terrains susceptibles de se produire sur la commune sont des affaissements et effondrements liés aux cavités souterraines (hors mines). Afin de mieux appréhender le risque d’affaissement de terrain, un inventaire national permet de localiser les éventuelles cavités souterraines sur la commune.

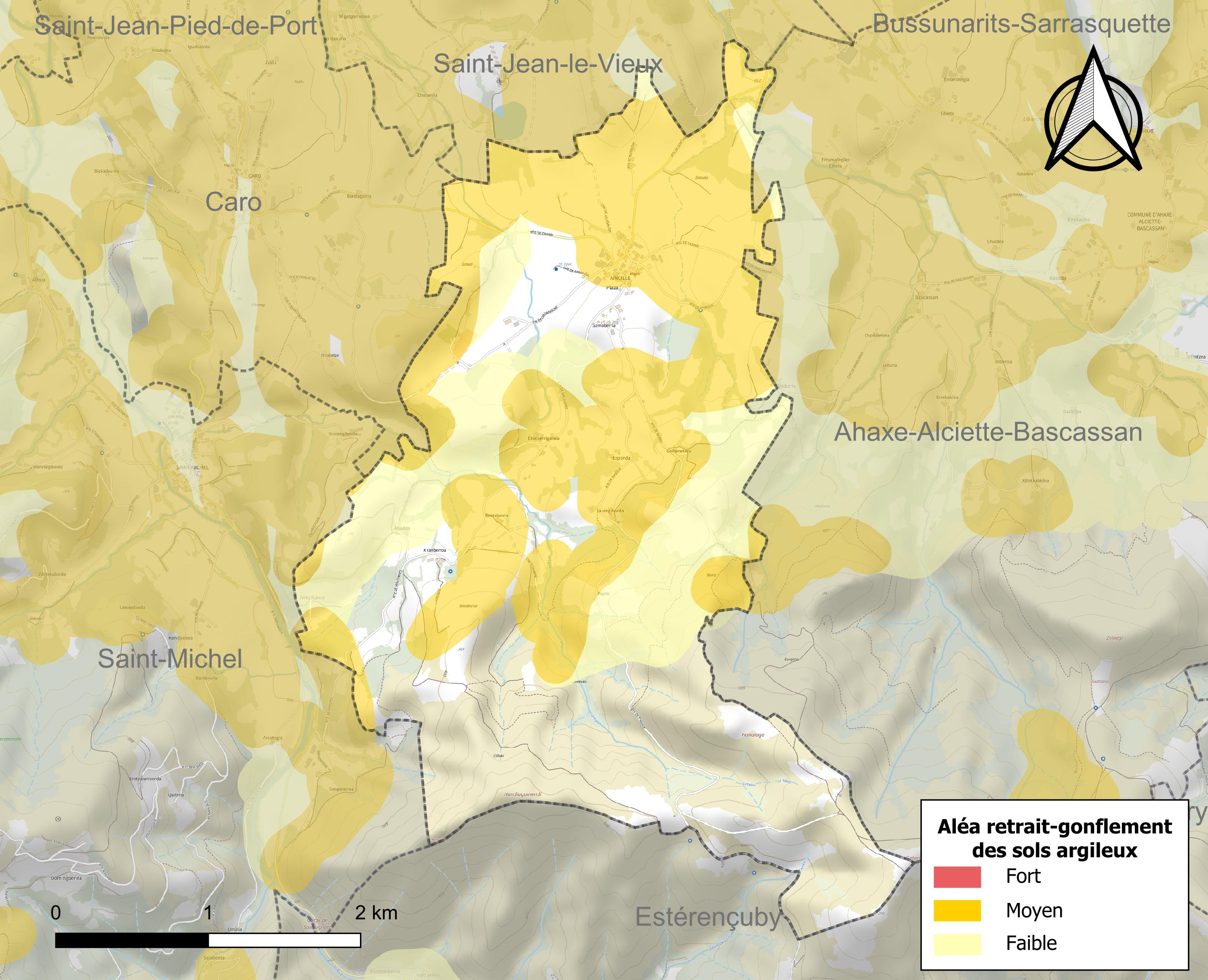
Carte des zones d'aléa retrait-gonflement des sols argileux d'Aincille.

Le retrait-gonflement des sols argileux est susceptible d'engendrer des dommages importants aux bâtiments en cas d’alternance de périodes de sécheresse et de pluie. 43,7 % de la superficie communale est en aléa moyen ou fort (59 % au niveau départemental et 48,5 % au niveau national). Depuis le 1er octobre 2020, en application de la loi ELAN, différentes contraintes s'imposent aux vendeurs, maîtres d'ouvrages ou constructeurs de biens situés dans une zone classée en aléa moyen ou fort,.

#### Risque particulier
Dans plusieurs parties du territoire national, le radon, accumulé dans certains logements ou autres locaux, peut constituer une source significative d’exposition de la population aux rayonnements ionisants. Selon la classification de 2018, la commune d'Aincille est classée en zone 2, à savoir zone à potentiel radon faible mais sur lesquelles des facteurs géologiques particuliers peuvent faciliter le transfert du radon vers les bâtiments.

## Toponymie

### Attestations anciennes
Le toponyme est documenté sous les formes 
Ancibiu (1264 et 1309), 
Ancivil (1291 et 1292), 
Ancil (1304 et 1344), 
Ançill (1307,), 
Ancibiu (1350,), 
Aincile (XVIIIe siècle, intendance de Pau, C 54) et 
Ancille (1801, Bulletin des lois).

### Étymologie
Le nom Aïncille provient d'un ancien toponyme Aintzibil signifiant en basque « colline des marécages » ;

### Graphie basque
Son nom basque actuel est Aintzila,.
Pierre Lhande mentionne la forme Aintzille-Harrieta, composée avec le nom du château situé au sud de Saint-Jean-le-Vieux.

## Histoire
Une partie des terres indivises d’Aïncille, aux côtés de celles des communes d’Ahaxe-Alciette-Bascassan, Bustince-Iriberry, Çaro, Lecumberry, Mendive, Saint-Jean-le-Vieux et Saint-Michel, fut apportée le 11 juin 1842 à la formation de la commune d’Estérençuby.

## Politique et administration

### Liste des maires
| Période                                  | Période  | Identité           | Étiquette | Qualité     |
| ---------------------------------------- | -------- | ------------------ | --------- | ----------- |
| 1995                                     | 2008     | Jean Franchistéguy | DVD       |             |
| 2008                                     | En cours | Gilbert Oçafrain   | DVG       | Agriculteur |
| Les données manquantes sont à compléter. |          |                    |           |             |

### Intercommunalité
La commune appartient à la communauté d'agglomération du Pays Basque. Elle est membre du syndicat d’énergie des Pyrénées-Atlantiques, de l'Agence publique de gestion locale et du syndicat intercommunal pour l'aménagement et la gestion de l'abattoir de Saint-Jean-Pied-de-Port.

## Population et société

### Démographie
L'évolution du nombre d'habitants est connue à travers les recensements de la population effectués dans la commune depuis 1793. Pour les communes de moins de 10 000 habitants, une enquête de recensement portant sur toute la population est réalisée tous les cinq ans, les populations de référence des années intermédiaires étant quant à elles estimées par interpolation ou extrapolation. Pour la commune, le premier recensement exhaustif entrant dans le cadre du nouveau dispositif a été réalisé en 2004.

En 2022, la commune comptait 114 habitants, en évolution de +2,7 % par rapport à 2016 (Pyrénées-Atlantiques : +3,78 %, France hors Mayotte : +2,11 %).
| 1793 | 1800 | 1806 | 1821 | 1831 | 1836 | 1841 | 1846 | 1851 |
| ---- | ---- | ---- | ---- | ---- | ---- | ---- | ---- | ---- |
| 416  | 297  | 413  | 344  | 558  | 590  | 423  | 362  | 341  |

| 1856 | 1861 | 1866 | 1872 | 1876 | 1881 | 1886 | 1891 | 1896 |
| ---- | ---- | ---- | ---- | ---- | ---- | ---- | ---- | ---- |
| 336  | 303  | 301  | 320  | 307  | 270  | 260  | 241  | 227  |

| 1901 | 1906 | 1911 | 1921 | 1926 | 1931 | 1936 | 1946 | 1954 |
| ---- | ---- | ---- | ---- | ---- | ---- | ---- | ---- | ---- |
| 217  | 232  | 211  | 191  | 187  | 193  | 183  | 176  | 168  |

| 1962 | 1968 | 1975 | 1982 | 1990 | 1999 | 2004 | 2006 | 2009 |
| ---- | ---- | ---- | ---- | ---- | ---- | ---- | ---- | ---- |
| 146  | 123  | 136  | 113  | 110  | 103  | 118  | 120  | 130  |

| 2014 | 2019 | 2022 | - | - | - | - | - | - |
| ---- | ---- | ---- | - | - | - | - | - | - |
| 118  | 115  | 114  | - | - | - | - | - | - |

Le gentilé est Aintzildar,.

## Économie
La commune fait partie de la zone de production du vignoble d'Irouléguy et de la zone d'appellation de l'ossau-iraty. L'activité est principalement agricole.
Aïncille a longtemps accueilli une saline (saline d'Ugarré), connue dès le XVIIe siècle, qui avait la particularité d'être une société par actions, propriété des vingt-neuf maisons anciennes de la commune, et qui fut réunie au domaine royal en 1683.

## Culture locale et patrimoine

### Langues
D'après la Carte des Sept Provinces Basques éditée en 1863 par le prince Louis-Lucien Bonaparte, le dialecte basque parlé à Aincille est le bas-navarrais oriental.

### Lieux et monuments

#### Patrimoine civil
Une croix de carrefour est inscrite aux monuments historiques depuis 1992.
La commune présente un ensemble de maisons et de fermes des XVIIe, XVIIIe et XIXe siècles, telles les fermes Idiondoa (XVIIe siècle) et Ahadoberria (XVIIIe et XIXe siècles), inscrites toutes deux à l’Inventaire général du patrimoine culturel.

#### Patrimoine religieux
Une croix de cimetière est inscrite aux monuments historiques depuis 1992.

##### Église Notre-Dame-de-l'Assomption-et-Saint-Jean-Baptiste d'Aincille
L'église Notre-Dame-de-l'Assomption-de-la-Bienheureuse-Vierge-Marie-et-Saint-Jean-Baptiste date du milieu du Moyen Âge. Elle est inscrite à l'Inventaire général du patrimoine culturel. Elle recèle une croix de procession du XVIIIe siècle et une Vierge à l'Enfant en bois du XIIIe siècle. Ces deux objets sont classés par les monuments historiques depuis 1993. L'église est dédiée à l'Assomption de Marie et à saint Jean le Baptiste.

### Héraldique
| Blason | Blasonnement : Écartelé au 1 d'azur au pont d'or maçonné de sable brochant sur une onde d'argent mouvante de la pointe et accompagné en chef de trois étoiles d'argent rangées en fasce ; au 2 d'or à une aigle de sable au vol abaissé ; au 3 de sinople à une vache d'or colletée et clarinée d'azur posée en pointe surmontée d'une brebis au naturel accornée d'or; au 4 d'azur à une église de profil d'or couverte du même ajourée de sable prolongée à dextre d'un porche abaissé d'or ouvert de sable, l'église est surmontée à dextre d'un clocher d'or couvert du même et sommé d'une croisette de sable. |

## Pour approfondir